# Tramvajová smyčka Sídliště Barrandov

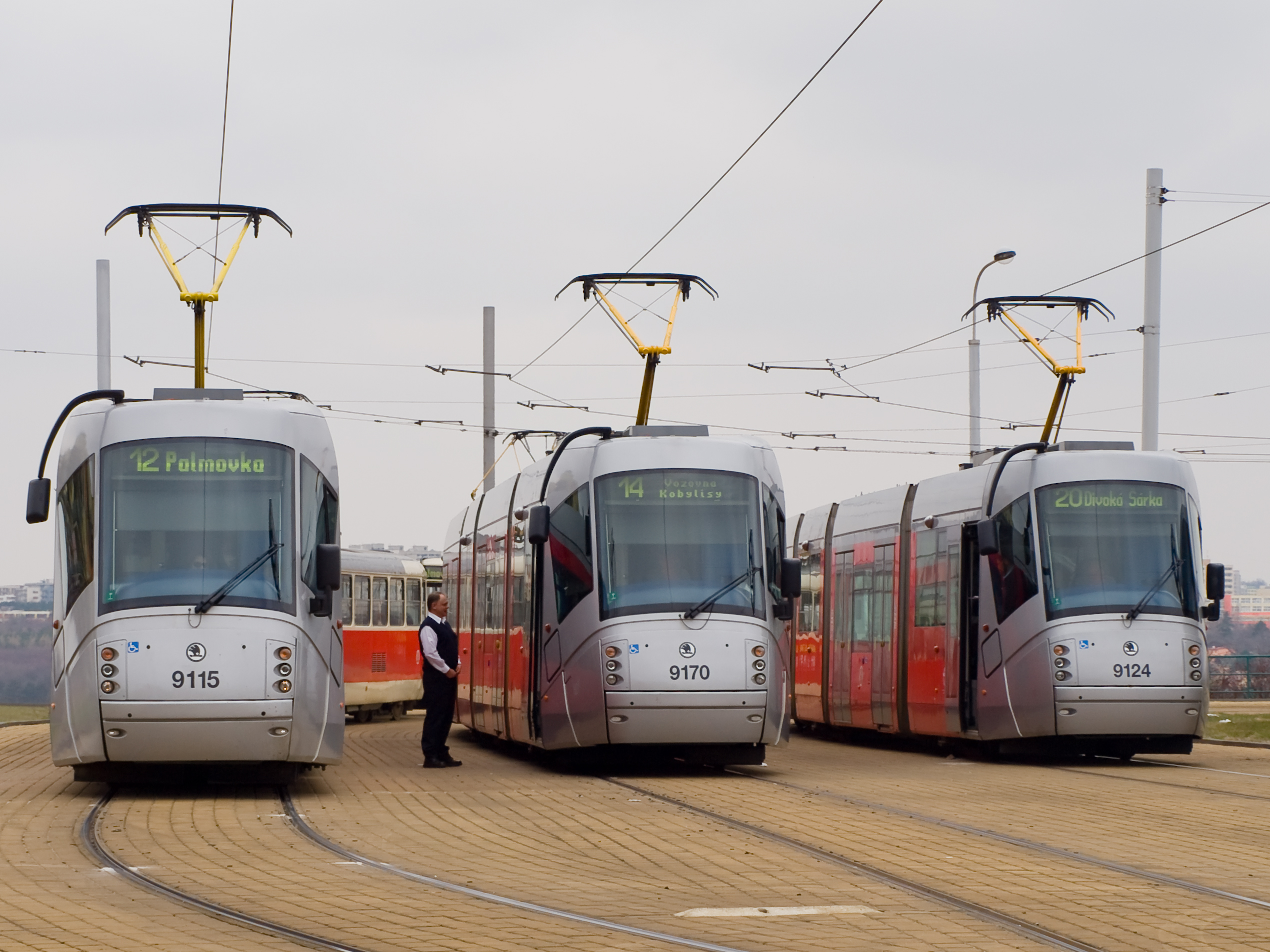
Tramvaje Škoda 14T ve smyčce Sídliště Barrandov

Tramvajová smyčka Sídliště Barrandov je tříkolejná tramvajová smyčka v Praze v Hlubočepech.

## Popis

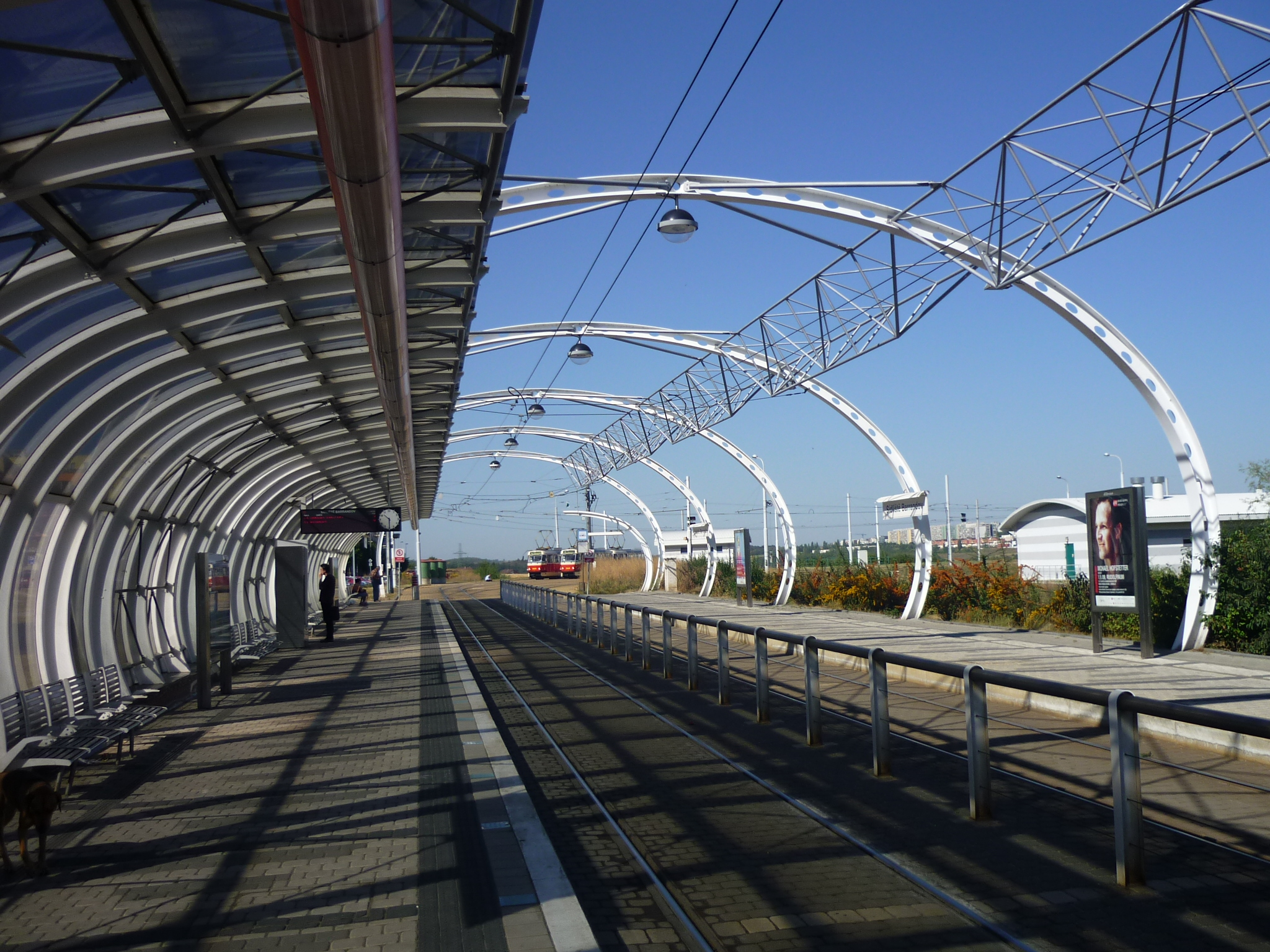
Nástupní a výstupní zastávka Sídliště Barrandov

Smyčka leží na konci tramvajové trati Hlubočepy – Sídliště Barrandov. Pravidelný provoz byl na ní zahájen 29. listopadu 2003.
V roce 2020 byla smyčka stavebně upravena kvůli plánovanému prodloužení do Slivence. Byla dokončena nultá etapa této stavby, která představuje malou úpravu kolejové smyčky Sídliště Barrandov, založení kolejového rozvětvení ve směru do Slivence a položení zhruba 40 metrů nových kolejí.
K 1. 6. 2024 do smyčky pravidelně zajížděly linky  č. 12 z Výstaviště a č. 20 z Dědiny. V zastávce Sídliště Barrandov zastavovaly ještě linky č. 4 z Kubánského náměstí, č. 5 z Vozovny Žižkov a noční linka číslo 94 z Lehovce, všechny pokračovaly do Slivence. 